# Motorgård

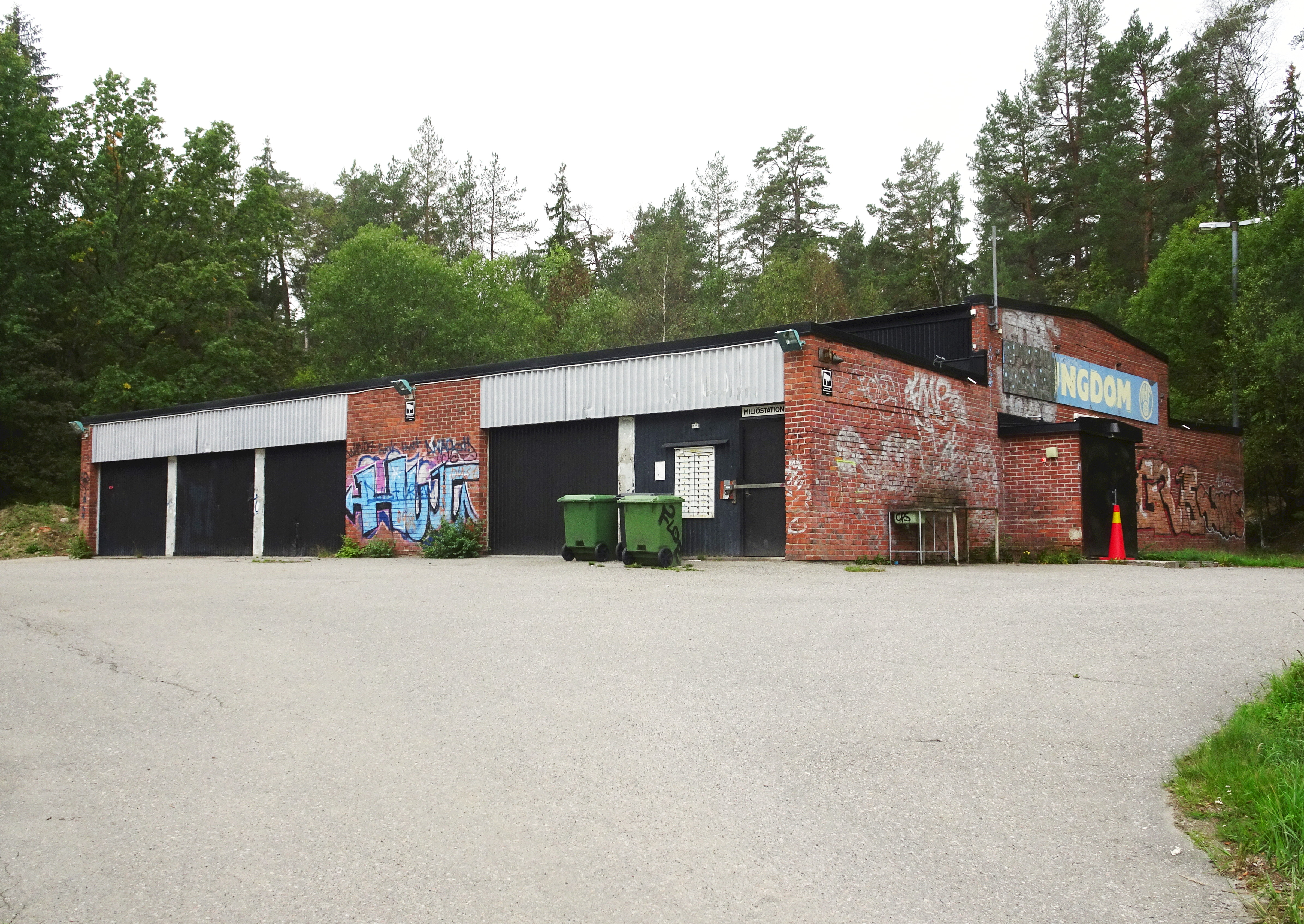
Tidigare Ekstubbens motorgård.

En motorgård är en lokal där motorintresserade kan träffas och reparera eller bygga om sina motorfordon. Där hålls även ofta fester med rockabillyband som spelar. Motorgårdarna är ofta inredda i 50-talsstil och med mycket bilnostalgia på väggar. Till exempel Caltex-, Shell- och Gulf-saker, bilder på 50-talsartister osv. Exempel på motorgård är den Roadmasters i Lidköping har, Nasco Yankees Motorgård i Falköping och Labbås Cruisers i Tidaholm.